# Astrocalyx
Astrocalyx es un género con dos especies de plantas con flores pertenecientes a la familia Melastomataceae.  

## Taxonomía
El género fue descrito por Elmer Drew Merrill y publicado en Philipp. J. Sci., Bot. 5: 203, en el año 1910.

## Especies
- Astrocalyx calycina
- Astrocalyx pleiosandra